# Servantes réparatrices du Sacré-Cœur de Jésus
Ne doit pas être confondu avec Sœurs réparatrices du Sacré Cœur.
Les Servantes réparatrices du Sacré-Cœur de Jésus (en latin : Congregatio Sororum Ancillarum Reparatricum a Sacratissimo Corde Iesu) forment une congrégation religieuse féminine enseignante et adoratrice de droit pontifical.

## Histoire
La congrégation est fondée le 2 février 1918 à Messine par le chanoine Antoine Celona (1873-1952) pour l'enseignement et la prière en esprit de réparation. Les premières aspirantes prennent l'habit religieux le 28 septembre 1919 et prononcent leur vœux le 21 novembre 1921. Letterio D'Arrigo Ramondini (it), archevêque de Messine, approuve la communauté le 17 septembre 1935. L' institut reçoit le décret de louange le 10 juin 1941 et l'approbation définitive le 21 avril 1951.

## Activités et diffusion
Les sœurs se consacrent à l'enseignement, à la confection de paramentique et à l'adoration perpétuelle du Saint-Sacrement en réparation au Sacré-Cœur de Jésus.
Elles sont présentes en:
- Europe : Italie, Pologne.
- Amérique : Brésil, États-Unis.
- Afrique : Côte d'Ivoire.

La maison-mère est à Messine.
En 2017, la congrégation comptait 113 sœurs dans 20 maisons.